# Понеделін Павло Григорович
Павло Григорович Понеделін (4 березня 1893 — 25 серпня 1950) — радянський воєначальник, командувач 12-ї армії, генерал-майор (1940). Один із радянських генералів, які потрапили в полон до німців. Після повернення до СРСР, його розстріляно 25 серпня 1950 року. Реабілітований посмертно в 1956 році.

## Біографія
Павло Понеделін народився 4 березня 1893 року в селянській сім'ї Юр'євецького повіту.
З 1914 року служив у лавах армії Російської імперії.
У 1915 році закінчив Московську школу прапорщиків. Брав участь у Першій світовій війні.
Починаючи з 1918 року служив у Червоній Армії. Під час Громадянської війни у Росії командував полком, потім бригадою. Брав участь у боях проти білогвардійців на чолі з Олександром Колчаком, Антонон Денікіним, проти керівника селянського повстанського руху Нестора Махна. Було поранено та контужено.
Нагороджено двома орденами Червоного прапора за бої на Радянсько-польській війні.
У 1926 році закінчив Військову академію імені Фрунзе, потім став викладачем тактики. Був головою Ленінградського «Осоавіахіма».
У березні 1924 року призначено на воєнкома Ленінградської піхотної школи імені Склянського.
У 1938 році йому присвоєно звання комбрига.
З 1938 року по 15 грудня 1939 року був начальником штаба 1-го стрілецького корпусу, зокрема під час вторгнення СРСР до Польщі та Радянсько-фінської війни. Після невдалих операцій, проведених 139-ю стрілецькою дивізією, був понижений у званні та призначений її командиром.
4 червня 1940 року підвищено у званні до генерал-майора.. В липні 1940 року був призначений на посаду начальника штаба Ленінградського військового округу.
З березня по серпень 1941 року командував 12-ю армією Київського Особливого військового округу.

### Німецько-радянська війна
Війну розпочав командиром 12-ї армії. Протягом червня-липня 1941 року армія постійно відступала на південний схід. У ході битви під Уманню 12-а та 6-а армії опинилися в оточенні в районі Умань-Новоархангельськ, штаб їх розміщувався у с. Підвисоке. Всі намагання вийти з оточення виявилися марними і 7 серпня 1941 року його разом із командиром 13-го стрілецького корпусу Миколою Кириловим взято в полон. Німці використали фотографії полонених разом із німецькими офіцерами у пропагандистських цілях — листівки з ними розкидано в місця розташування радянських військ.
16 серпня 1941 року вийшов наказ Ставки Найвищого Головнокомандування Червоної Армії № 270, у якому командувач 28-ї армії генерал-лейтенант Володимир Качалов, командувач 12-ї армії генерал-майор Павло Понеделін та командир 13-го стрілецького корпусу генерал-майор Микола Кирилов були названі боягузами, дезертирами та такими, що здалися в полон. Заочним вироком Військової колегії Найвищого Суду СРСР в 1941 році засуджено до розстрілу. З серпня 1941 року по 29 квітня 1945 року перебував у німецькому полоні. Його жінку, Ніну Михайлівну, та її батька, Григорія Васильовича, заарештовано як «члени сім'ї зрадника Батьківщини».

### Після війни
29 квітня 1945 року його звільнили американські війська, 3 травня передали радянським представникам. Заарештований 30 грудня 1945 року і посаджений в Лефортовську в'язницю. Був звинувачений у тому, що «бувши командувачем 12-ї армії і потрапивши в оточення військ супротивника, не проявив потрібної наполегливості та волі до перемоги, піддався паніці і 7 серпня 1941 року, порушивши військову присягу, зрадив Батьківщину, без опору здався в полон німцям і на допитах повідомив їм дані про склад 12-ї та 6-ї армій». На початку 1950 року написав листа Сталіну з проханням переглянути справу. 25 серпня 1950 року Військова колегія Найвищого Суду засудила Павла Понеделіна до розстрілу з виконанням вироку негайно. Винним у співпраці з німцями себе не признав. Реабілітовано посмертно після того як скасовано вирок 13 березня 1956 року. Прах розстріляного генерала Понеделіна покоїться в Спільній могилі № 2 на новому Донському кладовищі в Москві.